# Florida East Coast Railway
A Florida East Coast Railway (FEC) egy II. osztályú vasúttársaság, amely az Amerikai Egyesült Államok Florida államában működik, és jelenleg a Grupo México tulajdonában van.
A FEC elsősorban a 19. század utolsó negyedében és a 20. század első évtizedében épült, és a Standard Oil igazgatója, Henry Flagler projektje volt. Eredetileg első feleségével, Maryvel látogatott el Floridába; az asszony egészségügyi problémái miatt kerestek segítséget. Flagler, aki kulcsfontosságú stratégaként szorosan együttműködött John D. Rockefellerrel a Standard Oil Trust létrehozásában, St. Augustine-i tartózkodása során egyszerre észlelte a nagy lehetőségeket és a szolgáltatások hiányát. Ezt követően megkezdte második karrierjének számító tevékenységét: üdülőhelyek, iparágak és közösségek fejlesztését az Atlanti-óceánnal határos Florida partjai mentén.
Az FEC talán leginkább a Key Westbe vezető vasútvonal megépítéséről ismert, amely 1912-ben készült el. Amikor az FEC szárazföldről Key Westbe vezető vonalát az 1935-ös Labor Day hurrikán súlyosan megrongálta, Florida állam megvásárolta a megmaradt útvonalat és hidakat Dade megyétől délre, és azokat közúti hidakká építették át a járműforgalom számára, és tengerentúli autópálya néven váltak ismertté. Flagler nagyobb és maradandóbb öröksége azonban a Florida keleti partvidékén végrehajtott fejlesztések voltak.
A nagy gazdasági világválság idején az irányítást a du Pont család örökösei vásárolták meg. 30 évnyi törékeny pénzügyi helyzet után az FEC az új elnök, Ed Ball vezetésével felvállalta a szakszervezetek elleni harcot. Ball azt állította, hogy a vállalat nem engedheti meg magának ugyanazokat a költségeket, mint a nagyobb 1. osztályú vasutak, és a megtakarított pénzeszközöket az infrastruktúrába kell befektetnie, amelynek állapota gyorsan biztonsági problémává vált. A vállalat - helyettesítő munkásokat alkalmazva - és néhány alkalmazottja 1963-tól 1977-ig a 20. század egyik leghosszabb és leghevesebb munkaügyi konfliktusába keveredett. Végül a szövetségi hatóságoknak kellett beavatkozniuk, hogy véget vessenek az erőszaknak, amely bombázásokat, lövöldözéseket és vandalizmust is magában foglalt. A bíróságok azonban az FEC javára döntöttek a sztrájktörők foglalkoztatásának joga tekintetében. Ez idő alatt Ball nagy összegeket fektetett be a vasút fizikai létesítményeinek számos javítását célzó lépésekbe, és különböző automatizálási formákat telepített. A FEC volt az első amerikai vasúttársaság, amely 1968-ra kétfős vonatszemélyzetet alkalmazott, megszüntette a fülkék használatát, és megszüntette az összes (veszteséges) személyszállítási szolgáltatását.
Ma a vállalat elsődleges vasúti bevételei az intermodális és a kőzetvonatokból származnak. A Brightline, egy városok közötti vasútvonal, az FEC vágányait használja Cocoa és Miami között.
A FEC történelmileg I. osztályú vasút volt, amely 2000 és 2016 között a Florida East Coast Industries (FECI), 1983 és 2000 között a FOXX Holdings, 1983 előtt pedig a St. Joe Company tulajdonában volt.

## Vonalak

### Fővonal

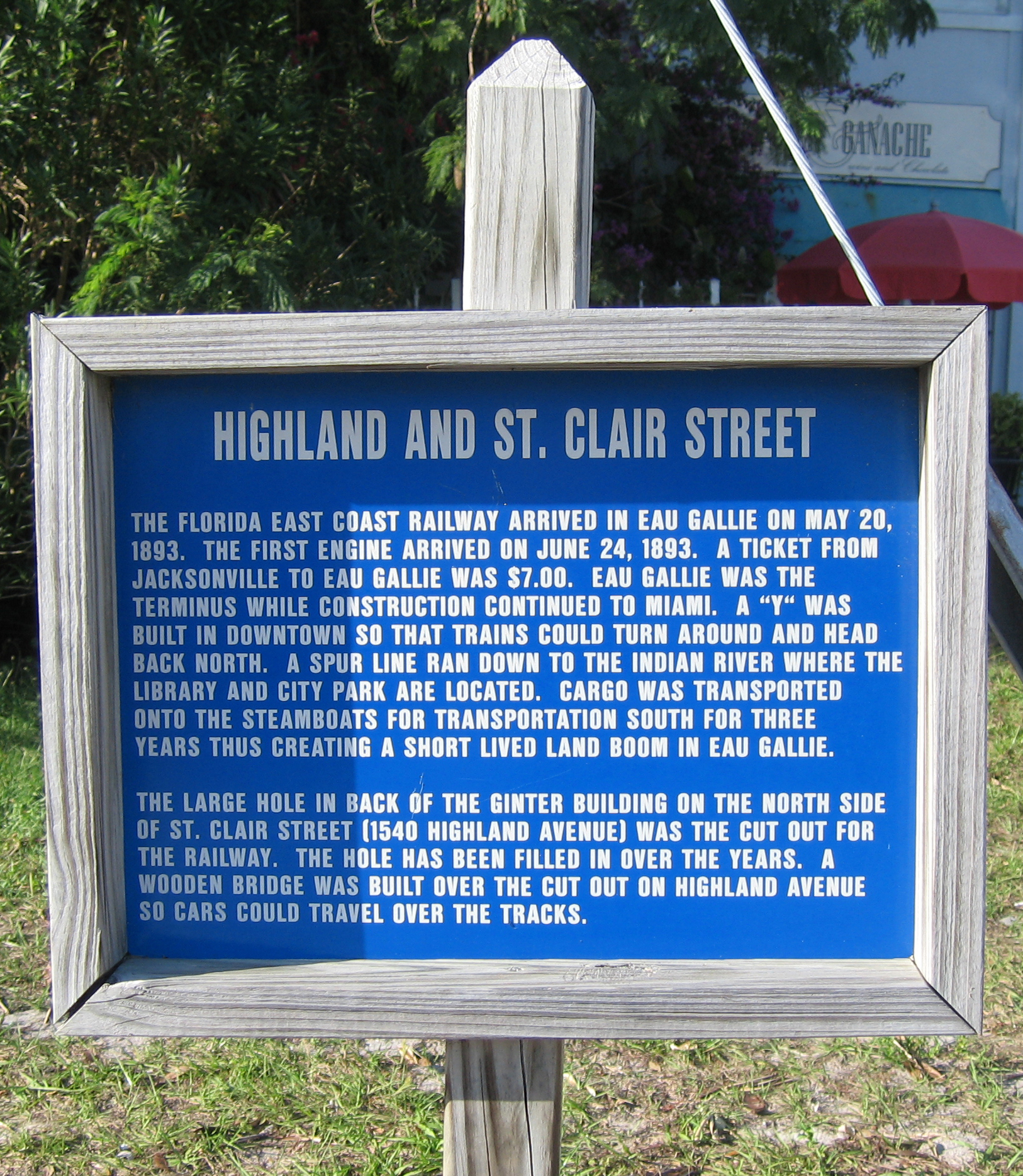
Emléktábla

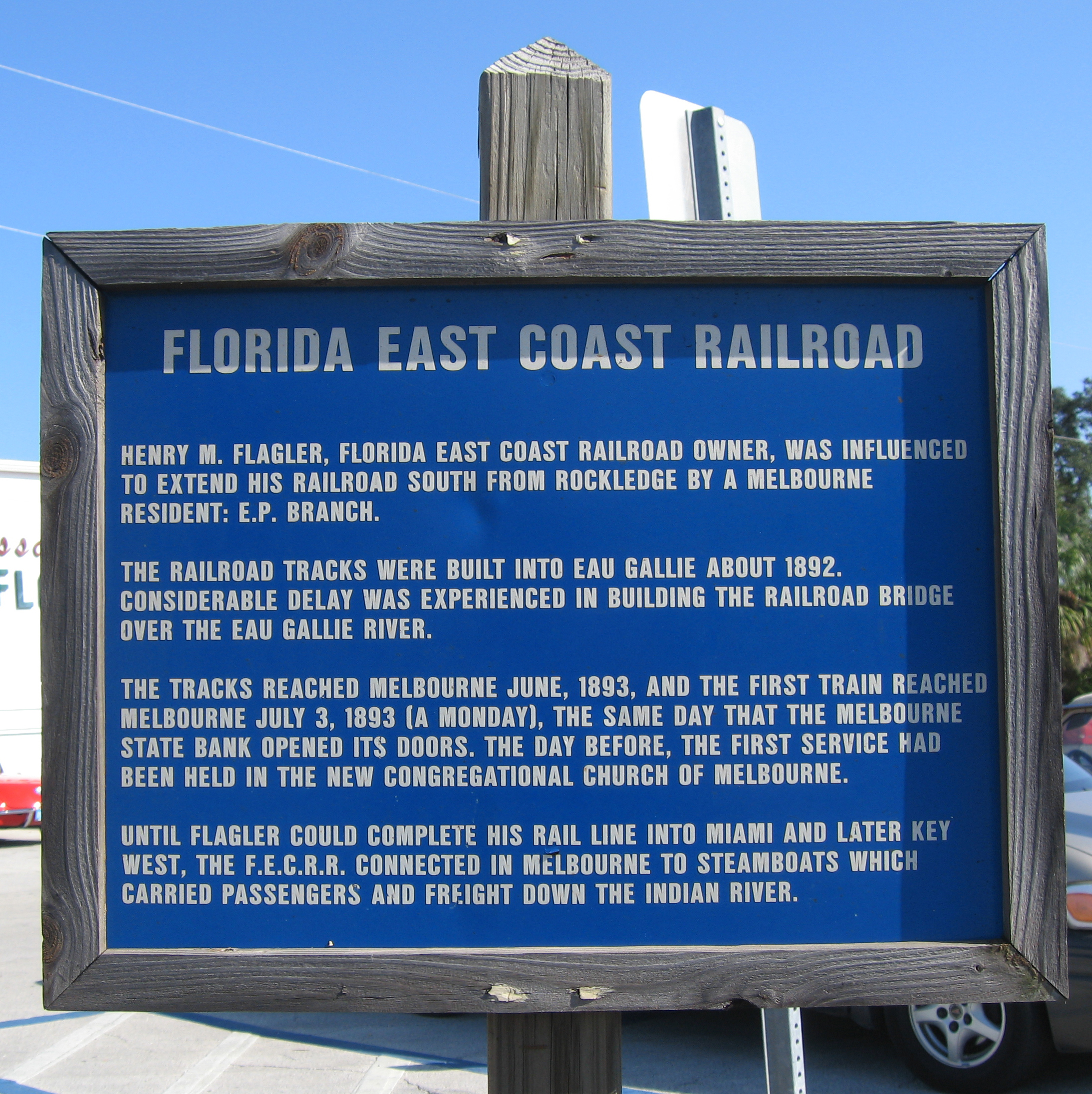
Emléktábla

Legnagyobb kiterjedésében a Florida East Coast Railway fővonala Jacksonville-től Miamin keresztül Key Westig tartott, ami több mint 500 mérföldes távolságot jelentett. Ma a fővonal Jacksonville-től Miamiig húzódik.
A fővonal 1925 előtt St. Augustine és Bunnell között eltért a jelenlegi útvonalától. St. Augustine-tól délnyugatra, a St. Johns folyón fekvő East Palatka-ig futott, mielőtt visszafordult volna délkeletre, Bunnellbe. 1925-ben megépült a Moultrie Cutoff, hogy a fővonalat átirányítsák egy közvetlenebb útvonalra St. Augustine és Bunnell között, megkerülve az East Palatka felé vezető belvízi kitérőt. Az eredeti fővonal a Moultrie Cutoff elkészülte után is üzemben maradt, de lefokozták mellékvonallá (Palatka Branch), és mára nagyrészt elhagyatottá vált. A fővonalon a mérföldkőszámok még mindig az eredeti útvonalat tükrözik, ami miatt a mérföldkőszámok ma Bunnellben hirtelen 67-ről 86,4-re ugranak.
1926-ban a fővonalat Jacksonville és Miami között kétvágányúvá építették át az 1920-as évek floridai földboomjára válaszul. A hidakat átépítették, és ezzel egy időben automata blokkjelzőket is telepítettek.
A Key West felé történő meghosszabbítást az 1935-ös Labor Day hurrikán elpusztította, és nem építették újjá, Florida City lett az új déli végállomás. Az Overseas Highway (US 1) ma nagyrészt az egykori Key West Extension útvonalán halad.
1972-ben, négy évvel a FEC személyszállítási szolgáltatásainak megszűnése után megkezdődött a fővonal egyvágányúvá történő visszaépítésére, 10 mérföldenként átmenő mellékvágányokkal és központi forgalomirányítással. Szintén 1972-ben a FEC felhagyott a Miami déli részétől Kendallig tartó fővonallal, ami magában foglalta a Miami folyó felett Miami belvárosában lévő nyitható forgóhíd lebontását is. 1979-ben a FEC eladta ennek a felhagyott szakasznak az útjogát a Miami-Dade Transitnak, amely aztán a Miami Metrorail déli felét építette meg a korábbi útjogon. A Kendalltól Florida Cityig tartó fővonali vágány ekkor még üzemben maradt, mivel azt még mindig a Little River Branch-en keresztül lehetett megközelíteni. 1989-re a Kendall és Florida City között megmaradt fővonali vágányt (amely a Key West Extension 1935-ös felhagyása óta a déli végállomás volt) felhagyták. Ma a South Miami Dade Busway és a South Dade Rail Trail a Kendalltól Florida Cityig tartó egykori nyomvonalon halad.
Azzal, hogy a 2010-es években a Brightline-on keresztül újra bevezették a személyszállítást a FEC-en, a fővonal nagy részét ismét kétvágányúvá bővítették. A Miamitól West Palm Beachig tartó kétvágányú pálya 2017 végén készült el. A Brightline második fázisának részeként elkészült a West Palm Beach-től Titusville-ig tartó kétvágányú pálya. A projekt részeként számos hidat átépítettek ezen a szakaszon, annak ellenére, hogy sok régebbi híd még mindig megfelelő szélességű a korábbi kétvágányú pálya miatt.